# Karel Pilař
Karel Pilař (né le 23 décembre 1977 à Prague en Tchécoslovaquie, aujourd'hui ville de République tchèque) est un joueur professionnel de hockey sur glace.

## Carrière en club
Il commence sa carrière en 1999 dans l'équipe du HC Chemopetrol Litvínov du championnat élite de première division tchèque. À la suite de sa seconde saison dans l'Extraliga, il participe au repêchage d'entrée dans la Ligue nationale de hockey et est choisi lors de la seconde ronde par les Maple Leafs de Toronto. 39e joueur choisi, il rejoint les championnats d'Amérique du Nord en signant pour les Maple Leafs et est affecté à la franchise de la Ligue américaine de hockey des Maple Leafs de Saint-Jean. Il fait tout de même ses débuts dans la saison 2001-2002 de Toronto et participe même aux séries pour la Coupe Stanley.
Lors du lock-out de la LNH en 2004, il retourne jouer dans son pays pour le HC Sparta Prague en tant qu'agent libre. En raison d'un problème de santé, il manque la quasi-totalité de la saison 2005-06 de l'Extraliga, jouant cependant une vingtaine de matchs de la fin de la saison et remportant le titre de champion avec le Sparta.
Ses problèmes de santé perdurent et il ne joue quasiment pas de la saison 2006-07. Finalement en mars 2007, il revient au jeu en signant pour les Marlies de Toronto de la Ligue américaine de hockey. Il signe au cours de l'été qui va suivre avec les Thrashers d'Atlanta, le 8 août mais fin septembre il est mis en ballotage pour être affecté aux Wolves de Chicago de la LAH. Réclamé par les Blackhawks de Chicago, ces derniers le remettent en ballotage, les Thrashers le réclament à leur tour et finalement il intègre l'effectif des Wolves.

## Carrière internationale
Il représente la République tchèque lors du championnat du monde 2001 et remporte la médaille d'or.

## Trophées et honneurs personnels

### Kontinentalnaïa Hokkeïnaïa Liga
- 2012 : participe au quatrième Match des étoiles avec l'association de l'Ouest.

## Statistiques
| Saison     | Équipe                    | Ligue       |    | Saison régulière | Saison régulière | Saison régulière | Saison régulière | Saison régulière |   | Séries éliminatoires | Séries éliminatoires | Séries éliminatoires | Séries éliminatoires | Séries éliminatoires |
| Saison     | Équipe                    | Ligue       | PJ | B                | A                | Pts              | Pun              | PJ               | B | A                    | Pts                  | Pun                  |                      |                      |
| 1999-2000  | HC Chemopetrol Litvínov   | Extraliga   | 49 | 2                | 12               | 14               | 53               | 7                | 0 | 0                    | 0                    | 4                    |                      |                      |
| 2000-2001  | HC Chemopetrol Litvínov   | Extraliga   | 52 | 12               | 26               | 38               | 52               | 4                | 1 | 1                    | 2                    | 25                   |                      |                      |
| 2001-2002  | Maple Leafs de Saint-Jean | LAH         | 52 | 10               | 14               | 24               | 26               | -                | - | -                    | -                    | -                    |                      |                      |
| 2001-2002  | Maple Leafs de Toronto    | LNH         | 23 | 1                | 3                | 4                | 8                | 11               | 0 | 4                    | 4                    | 12                   |                      |                      |
| 2002-2003  | Maple Leafs de Saint-Jean | LAH         | 7  | 2                | 5                | 7                | 28               | -                | - | -                    | -                    | -                    |                      |                      |
| 2002-2003  | Maple Leafs de Toronto    | LNH         | 17 | 3                | 4                | 7                | 12               | -                | - | -                    | -                    | -                    |                      |                      |
| 2003-2004  | Maple Leafs de Saint-Jean | LAH         | 6  | 3                | 4                | 7                | 6                | -                | - | -                    | -                    | -                    |                      |                      |
| 2003-2004  | Maple Leafs de Toronto    | LNH         | 50 | 2                | 17               | 19               | 22               | 1                | 1 | 0                    | 1                    | 0                    |                      |                      |
| 2004-2005  | HC Sparta Prague          | Extraliga   | 52 | 13               | 15               | 28               | 70               | -                | - | -                    | -                    | -                    |                      |                      |
| 2005-2006  | HC Sparta Prague          | Extraliga   | 6  | 0                | 1                | 1                | 20               | 14               | 3 | 3                    | 6                    | 45                   |                      |                      |
| 2006-2007  | Marlies de Toronto        | LAH         | 10 | 2                | 5                | 7                | 6                | -                | - | -                    | -                    |                      |                      |                      |
| 2007-2008  | Wolves de Chicago         | LAH         | 45 | 2                | 24               | 26               | 48               | 3                | 0 | 0                    | 0                    | 6                    |                      |                      |
| 2008-2009  | Metallourg Magnitogorsk   | KHL         | 24 | 1                | 5                | 6                | 22               | -                | - | -                    | -                    | -                    |                      |                      |
| 2008-2009  | HC Sparta Prague          | Extraliga   | 13 | 2                | 3                | 5                | 32               | 11               | 0 | 3                    | 3                    | 50                   |                      |                      |
| 2009-2010  | HC Chemopetrol Litvínov   | Extraliga   | 37 | 6                | 19               | 25               | 79               | 4                | 0 | 1                    | 1                    | 16                   |                      |                      |
| 2010-2011  | HK CSKA Moscou            | KHL         | 42 | 3                | 2                | 5                | 28               | -                | - | -                    | -                    | -                    |                      |                      |
| 2011-2012  | HC Lev Poprad             | KHL         | 31 | 1                | 16               | 17               | 34               | -                | - | -                    | -                    | -                    |                      |                      |
| 2011-2012  | Växjö Lakers HC           | Elitserien  | 13 | 0                | 4                | 4                | 6                | -                | - | -                    | -                    | -                    |                      |                      |
| 2012-2013  | Donbass Donetsk           | KHL         | 17 | 0                | 2                | 2                | 36               | -                | - | -                    | -                    | -                    |                      |                      |
| 2012-2013  | HC Sparta Prague          | Extraliga   | 25 | 1                | 12               | 13               | 62               | 7                | 5 | 1                    | 6                    | 6                    |                      |                      |
| 2013-2014  | HC Sparta Prague          | Extraliga   | 44 | 8                | 21               | 29               | 42               | 10               | 1 | 3                    | 4                    | 10                   |                      |                      |
| 2014-2015  | HC Sparta Prague          | Extraliga   | 25 | 2                | 9                | 11               | 30               | 10               | 2 | 7                    | 9                    | 10                   |                      |                      |
| 2014-2015  | HC Hradec Králové         | Extraliga   | 9  | 0                | 9                | 9                | 2                | -                | - | -                    | -                    | -                    |                      |                      |
| 2015-2016  | HC Hradec Králové         | Extraliga   | 47 | 7                | 19               | 26               | 66               | 3                | 0 | 1                    | 1                    | 6                    |                      |                      |
| 2016-2017  | Anyang Halla              | Asia League | 12 | 1                | 3                | 4                | 6                | -                | - | -                    | -                    | -                    |                      |                      |
| 2016-2017  | HC Litvínov               | Extraliga   | 20 | 5                | 3                | 8                | 20               | 5                | 0 | 1                    | 1                    | 4                    |                      |                      |
| 2016-2017  | HC Most                   | 1.liga      | 4  | 0                | 1                | 1                | 4                | -                | - | -                    | -                    | -                    |                      |                      |
| 2017-2018  | HC Litvínov               | Extraliga   | 35 | 2                | 4                | 6                | 49               | -                | - | -                    | -                    | -                    |                      |                      |
| Totaux LNH | Totaux LNH                | Totaux LNH  | 90 | 6                | 24               | 30               | 42               | 12               | 1 | 4                    | 5                    | 12                   |                      |                      |